# Yacht Club Adriaco
Lo Yacht Club Adriaco è un circolo velico di Trieste, con sede sul molo Sartorio.

## Storia
Il Club è stato fondato nel 1903, quando Trieste apparteneva all'Impero Austroungarico, ed è il più antico yacht club dell'Adriatico.
Nei primi mesi del lontano 1903, un gruppo di yachtsmen della "Società delle Regate", spinto dal desiderio di incoraggiare la vita marinaresca e lo sport della vela, decide di costituire una Società Velica denominata Yacht Club Adriaco.
Uno dei Soci fondatori, il sig. Edoardo Caramelli proprietario del prestigioso Grand Hotel Et De La Ville, prospiciente le rive, mette a disposizione della Direzione e dei primi Soci per circa due anni la sala riunioni dell'albergo.
Spinti da un forte spirito irredentistico, i primi soci scelgono come colori sociali il verde ed il rosso che, sventolanti sul guidone sociale, in mezzo al bianco delle vele, riproduceva l'amato tricolore italico che, in quel periodo veniva bandito dalla vigile gendarmeria austriaca.
Il 25 giugno 1905 viene inaugurata la prima vera Sede: si tratta di un "pielego" (barca da lavoro opportunamente modificata) che viene ormeggiata sotto vento a bora alla radice del Molo Sartorio.
Nel gennaio 1912, si inaugura la seconda Sede galleggiante anche questa ormeggiata vicino al Molo Sartorio. Nel 1923 il Demanio concede in affitto la “casetta rossa”.
Il 4 novembre 1925 viene inaugurata la terza Sede del Club. Essa era costituita da una grande sala principale che un tempo era sede della Sanità del Porto di Trieste ai tempi di Maria Teresa e poi per moltissimi decenni Stazione dei Piloti; a questo storico edificio (chiamato "casetta rossa") viene aggiunto nel 1924, con cospicuo sforzo finanziario dei Soci, un corpo dalla forma rettangolare nel quale trovano sistemazione la cucina, il magazzino, la segreteria, il bar, il locale del custode e gli spogliatoi.
Durante l'inverno del 2004 e la primavera del 2005 vengono effettuali i lavori per l'ultimo ampliamento, con la costruzione di un piano superiore destinato prevalentemente all'attività sportiva, con palestra, sala didattica e sala mensa per gli allievi della scuola vela.
Lo Yacht Club Adriaco può vantarsi così della qualifica di più antica Società velica dell’Adriatico e si onora di numerose partecipazioni olimpiche, di tre medaglie olimpiche, di svariate medaglie d'oro al valore atletico, numerose vittorie in campionati nazionali, europei e mondiali e dell’ambito riconoscimento della "Stella d’oro al merito sportivo" seguita nel 2009 dall'ancora più prestigioso "Collare d'oro al merito sportivo".
Nell’intervallo tra le due guerre ha svolto il ruolo di casa madre per la promozione dello sport della vela in Adriatico. Il notiziario sociale "della vela e del motore" è stato poi riproposto da due soci trasferiti a Milano come la rivista nautica "Vela e Motore", ancora oggi in edicola, e della quale il Club conserva nella sua biblioteca tutte le edizioni.
In questi ultimi decenni lo Yacht Club Adriaco ha contribuito, assieme ai nuovi circoli, a fare del golfo di Trieste uno dei centri velici più importanti del Mediterraneo.
Il Club possiede anche un inno sociale. È stato composto da Aurelio Zucculin nel 1925 su testo del socio poeta futurista Arturo Bellotti, scritto nel 1910. A cent'anni dalla scrittura del testo originale l'inno è stato eseguito dall'Ensamble della "Civica orchestra di fiati Giuseppe Verdi - Città di Trieste" in occasione del concerto di Natale del 2010, nel salone delle feste del Club.

## Attività
Lo Y.C. Adriaco organizza varie manifestazioni, fra cui la "Settimana Velica Internazionale d'Altura", la "Trieste - San Giovanni in Pelago - Trieste" (la più antica regata velica dell'Adriatico), il Raduno Città di Trieste per vele d'epoca, la Coppa Tito Nordio e molti altri eventi.